# Nazireeër
Een Nazireeër (ook wel Nazireer, van het Hebreeuwse 'nazir' = gewijde) is een Bijbelse benaming voor een man of vrouw die zich speciaal aan God wilde toewijden. Een Nazireeër mocht geen wijn drinken en zijn haar niet laten knippen. Ook mocht hij niet in aanraking komen met een dode of zelfs maar met een overledene onder een dak verkeren.
De regels waaraan een Nazireeër zich moest houden staan in het Bijbelboek Numeri 6:1-21 en worden verder uitgewerkt in de misjna, afdeling Nasjiem, in het traktaat Nazier. De gelofte die werd afgelegd kon gelden voor het hele leven of voor een bepaalde periode. In de Bijbel wordt één persoon uitdrukkelijk Nazireeër genoemd, namelijk Simson, in het boek Richteren (13:5). Verder wordt de richter Samuel (in I Samuel 1:11) als Nazireeër beschouwd. Ook in Amos 2 is sprake van Nazireeërs.
Ook in het Nieuwe Testament, namelijk Handelingen 18:18 en 21:23-26, is waarschijnlijk sprake van Nazireeërschap. Handelingen 18: 18 betreft een passage over Paulus die na zijn vertrek uit Korinthe in de havenstad Kenchreeën zijn hoofdhaar laat afknippen. Kort daarvoor had hij om onduidelijk gebleven redenen de gelofte van de Nazireeërs afgelegd.